# Liga Croata de Basquetebol de 2021-22
A Temporada da Liga Croata de 2020–21 foi a 31ª edição da competição de elite do basquetebol da Croácia tendo o Zadar como defensor do título croata.  A competição é conhecida como Hrvatski telekom Premijer liga, recebendo Naming Right da gigante croata de telecomunicações.
Ao término da competição mesmo com grande rivalidade e alternância de liderança com Zadar, o Cibona conquistou o 20º título aumentando assim sua hegemonia como o grande campeão histórico da Croácia

## Clubes Participantes
| Clube              | Cidade        | Arena                             | Capacidade |
| ------------------ | ------------- | --------------------------------- | ---------- |
| Adria Oil Škrljevo | Škrljevo      | Dvorana Mavrinci                  | 720        |
| Alkar              | Sinj          | Sportska dvorana Ivica Glavan Ićo | 600        |
| Cibona             | Zagreb        | Pavilhão Drazen Petrovic          | 5 400      |
| Cedevita Junior    | Zagreb        | Dom Sportova                      | 3 500      |
| Furnir             | Zagreb        | Pavilhão Dubrava                  | 2 000      |
| Gorica             | Velika Gorica | Pavilhão da Escola Secundária     | 1 000      |
| Sonik-Puntamika    | Zadar         | Pavilhão Jazine                   | 3 000      |
| Split              | Split         | Arena Gripe                       | 3 500      |
| Šibenik            | Šibenik       | Pavilhão Baldekin                 | 900        |
| Vrijednosnice      | Osijek        | Pavilhão Gradski vrt              | 3 538      |
| Zabok              | Zabok         | Pavilhão Zabok                    | 3 000      |
| Zadar              | Zadar         | Krešimir Ćosić                    | 7 997      |

## Temporada Regular

### Tabela de Classificação
| Pos. | Clube              | J  | Pt. | V  | D  | P+   | P-   | SP   | Classificação        |
| ---- | ------------------ | -- | --- | -- | -- | ---- | ---- | ---- | -------------------- |
| 1    | Zadar              | 22 | 39  | 17 | 5  | 1869 | 1595 | 274  | Playoffs             |
| 2    | Cibona             | 22 | 39  | 17 | 5  | 1884 | 1569 | 315  | Playoffs             |
| 3    | Split              | 22 | 39  | 17 | 5  | 1820 | 1563 | 257  | Playoffs             |
| 4    | Cedevita Junior    | 22 | 39  | 17 | 5  | 1862 | 1685 | 177  | Playoffs             |
| 5    | Gorica             | 22 | 35  | 13 | 9  | 1772 | 1710 | 62   | Playoffs             |
| 6    | Zabok              | 22 | 32  | 10 | 12 | 1684 | 1754 | -70  | Playoffs             |
| 7    | Adria Oil Škrljevo | 22 | 32  | 10 | 12 | 1768 | 1797 | -29  | Grupo de despromoção |
| 8    | Furnir             | 22 | 29  | 7  | 15 | 1592 | 1751 | -159 | Grupo de despromoção |
| 9    | Alkar              | 22 | 29  | 7  | 15 | 1696 | 1861 | -165 | Grupo de despromoção |
| 10   | Šibenik            | 22 | 28  | 6  | 16 | 1590 | 1789 | -199 | Grupo de despromoção |
| 11   | Vrijednosnice      | 22 | 28  | 6  | 16 | 1690 | 1857 | -167 | Grupo de despromoção |
| 12   | Sonik-Puntamika    | 22 | 27  | 5  | 17 | 1563 | 1859 | -296 | Grupo de despromoção |

|  |                                         |
|  | Classificados para os Playoffs          |
|  | Classificado para disputar a Repescagem |
|  | Rebaixado para a Segunda Divisão        |

### Primeira fase de grupos
| Casa\Visitante     | ADR   | ALK    | CIB    | FUR    | GOR    | CED   | SON    | SPL    | SIB    | VRI    | ZAB   | ZAD    |
| ------------------ | ----- | ------ | ------ | ------ | ------ | ----- | ------ | ------ | ------ | ------ | ----- | ------ |
| Adria Oil Škrljevo |       | 79-72  | 85-93  | 71-63  | 81-70  | 63-86 | 82-90  | 68-73  | 84-89  | 82-93  | 62-75 | 90-79  |
| Alkar              | 79-98 |        | 54-85  | 68-78  | 71-76  | 82-85 | 70-81  | 57-83  | 100-98 | 79-66  | 69-86 | 88-86  |
| Cibona             | 87-81 | 78-84  |        | 100-68 | 106-76 | 73-83 | 100-59 | 82-60  | 100-52 | 102-74 | 91-69 | 79-82  |
| Furnir             | 83-91 | 69-76  | 75-100 |        | 68-56  | 80-83 | 69-65  | 60-73  | 73-65  | 85-79  | 73-83 | 70-99  |
| Gorica             | 78-84 | 90-73  | 70-76  | 79-67  |        | 89-79 | 88-70  | 71-78  | 93-71  | 82-70  | 79-77 | 97-89  |
| Cedevita Junior    | 86-78 | 104-85 | 74-81  | 107-93 | 92-79  |       | 97-81  | 80-78  | 91-71  | 93-79  | 86-77 | 67-73  |
| Sonik-Puntamika    | 67-91 | 93-84  | 69-70  | 63-67  | 73-84  | 62-70 |        | 74-109 | 63-49  | 69-87  | 78-72 | 68-87  |
| Split              | 85-74 | 78-87  | 73-62  | 89-69  | 88-72  | 78-74 | 99-58  |        | 100-71 | 83-67  | 81-68 | 81-95  |
| Šibenik            | 85-89 | 69-79  | 62-87  | 72-75  | 56-73  | 61-80 | 88-71  | 83-72  |        | 106-81 | 75-81 | 59-73  |
| Vrijednosnice      | 75-88 | 90-78  | 56-77  | 80-79  | 87-93  | 71-79 | 89-66  | 66-104 | 73-78  |        | 72-74 | 63-101 |
| Zabok              | 94-66 | 97-71  | 83-73  | 84-75  | 72-96  | 65-98 | 95-85  | 63-84  | 74-81  | 73-94  |       | 71-88  |
| Zadar              | 95-81 | 92-90  | 80-82  | 68-53  | 82-81  | 86-68 | 112-58 | 62-71  | 77-49  | 86-78  | 77-51 |        |

## Segunda fase

### Grupo de Playoffs
| Pos. | Clube           | J  | Pt. | V  | D  | P+   | P-   | SP   | Classificação |
| ---- | --------------- | -- | --- | -- | -- | ---- | ---- | ---- | ------------- |
| 1    | Cibona          | 32 | 57  | 25 | 7  | 2705 | 2320 | 385  | Playoffs      |
| 2    | Split           | 32 | 56  | 24 | 8  | 2658 | 2336 | 322  | Playoffs      |
| 3    | Zadar           | 32 | 55  | 23 | 9  | 2729 | 2390 | 339  | Playoffs      |
| 4    | Cedevita Junior | 32 | 52  | 20 | 12 | 2614 | 2479 | 135  | Playoffs      |
| 5    | Gorica          | 32 | 49  | 17 | 15 | 2588 | 2543 | 45   | Playoffs      |
| 6    | Zabok           | 32 | 44  | 12 | 20 | 2468 | 2679 | -211 | Playoffs      |

| Casa\Visitante  | CED   | CIB   | GOR    | SPL    | ZAB    | ZAD    |
| --------------- | ----- | ----- | ------ | ------ | ------ | ------ |
| Cedevita Junior |       | 99-87 | 75-77  | 64-86  | 85-64  | 68-66  |
| Cibona          | 87-99 |       | 74-69  | 86-78  | 106-83 | 89-80  |
| Gorica          | 81-74 | 70-85 |        | 91-93  | 97-83  | 69-81  |
| Split           | 74-64 | 62-79 | 77-74  |        | 110-89 | 77-78  |
| Zabok           | 91-83 | 62-84 | 92-84  | 57-80  |        | 87-105 |
| Zadar           | 89-72 | 80-52 | 99-104 | 91-101 | 91-76  |        |

### Grupo de despromoção
| Pos. | Clube              | J  | Pt. | V  | D  | P+   | P-   | SP   | Classificação |
| ---- | ------------------ | -- | --- | -- | -- | ---- | ---- | ---- | ------------- |
| 7    | Adria Oil Škrljevo | 32 | 49  | 17 | 15 | 2520 | 2540 | -20  | Playoffs      |
| 8    | Furnir             | 32 | 45  | 13 | 19 | 2383 | 2523 | -140 | Playoffs      |
| 9    | Šibenik            | 32 | 45  | 13 | 19 | 2448 | 2525 | -77  |               |
| 10   | Alkar              | 32 | 43  | 11 | 21 | 2446 | 2635 | -189 |               |
| 11   | Sonik-Puntamika    | 32 | 41  | 9  | 23 | 2317 | 2663 | -346 | Repescagem    |
| 12   | Vrijednosnice      | 32 | 40  | 8  | 24 | 2455 | 2698 | -243 | Rebaixado     |

| Casa\Visitante     | ADR   | ALK   | FUR   | SON   | SIB   | VRI   |
| ------------------ | ----- | ----- | ----- | ----- | ----- | ----- |
| Adria Oil Škrljevo |       | 70-59 | 81-74 | 64-54 | 73-79 | 82-73 |
| Alkar              | 88-65 |       | 72-79 | 88-82 | 58-80 | 80-73 |
| Furnir             | 95-63 | 64-88 |       | 67-73 | 79-78 | 83-74 |
| Sonik-Puntamika    | 65-83 | 90-86 | 74-91 |       | 86-82 | 89-79 |
| Šibenik            | 82-86 | 81-61 | 90-69 | 91-71 |       | 99-83 |
| Vrijednosnice      | 71-85 | 90-70 | 79-90 | 73-67 | 70-96 |       |

| Time 1          | Soma      | Time 2 | 1º Jogo | 2º Jogo |
| --------------- | --------- | ------ | ------- | ------- |
| Sonik-Puntamika | 163 - 157 | Bosco  | 85 - 79 | 58 - 78 |

## Playoffs

### Confrontos

#### Quartas de final
| Time 1          | Série | Time 2             | 1º Jogo | 2º Jogo  | 3º Jogo |
| --------------- | ----- | ------------------ | ------- | -------- | ------- |
| Cibona          | 2 - 0 | Furnir             | 98 - 76 | 110 - 68 | -       |
| Cedevita Junior | 1 - 2 | Gorica             | 92 - 95 | 86 - 85  | 72 - 78 |
| Split           | 2 - 0 | Adria Oil Škrljevo | 98 - 54 | 71 - 63  | -       |
| Zadar           | 2 - 0 | Zabok              | 88 - 63 | 70 - 64  | -       |

#### Semifinal
| Time 1 | Série | Time 2 | 1º Jogo | 2º Jogo | 3º Jogo |
| ------ | ----- | ------ | ------- | ------- | ------- |
| Cibona | 2 - 0 | Gorica | 84 - 74 | 81 - 80 | -       |
| Split  | 1 - 2 | Zadar  | 74 - 64 | 57 - 76 | 77 - 84 |

#### Final
| Time 1 | Série | Time 2 | 1º Jogo | 2º Jogo | 3º Jogo | 4º Jogo | 5º Jogo |
| ------ | ----- | ------ | ------- | ------- | ------- | ------- | ------- |
| Cibona | 3 - 2 | Zadar  | 70 - 77 | 77 - 73 | 67 - 62 | 59 - 61 | 56 - 51 |

## Campeões
| HT Premijer Liga 2021-22 Campeões |
| --------------------------------- |
| Cibona 20º Título                 |